# 鹿児島市立清和小学校
鹿児島市立清和小学校（かごしましりつせいわしょうがっこう）は、鹿児島県鹿児島市清和3丁目にある市立小学校である。

## 概要
鹿児島市の南部に位置する小学校であり、1984年（昭和59年）東谷山小学校の校区の一部が分離され開校した。
校歌は3番まであり、校区内に流れる永田川や校舎から見える桜島などが歌詞に入っている。
児童数は開校時の1984年には856名が在籍しており、最も児童数が多かった1995年には1123名が在籍していた。

## 沿革
出典
- 1984年（昭和59年）
  - 3月16日 - 学校設置。
  - 4月6日 - 鹿児島市立清和小学校開校[1]。
  - 5月12日 - PTA結成。
  - 7月16日 - 標準服制定。
  - 7月24日 - 校章制定。
- 1985年（昭和60年）
  - 3月9日 - 校歌制定。
- 1986年（昭和61年）
  - 2月4日 - 体育施設設置。
  - 3月17日 - 第3期校舎建築工事竣工。
- 1987年（昭和62年）
  - 3月14日 - 校地未買収地埋立完了。
  - 7月29日 - 清和太鼓導入。
  - 12月15日 - 温室完成。
- 1991年（平成3年）11月16日 - 第1回星空コンサート開催。
- 1992年（平成4年）9月4日 - 仮設校舎竣工。
- 1996年（平成8年）
  - 10月7日 - 飼育舎完成。
  - 12月5日 - 気象観測露場完成。
- 1998年（平成10年）7月22日 - 創立15周年記念として、野外ステージ設置。
- 2000年（平成12年）
  - 3月21日 - 特別棟トイレ完成。
  - 8月25日 - 体育館床塗替工事。
- 2002年（平成14年）1月28日 - 校庭雨水貯蓄施設整備。
- 2003年（平成15年）
  - 2月3日 - アップライトピアノ購入し、第2音楽室に設置。
  - 11月26日 - 創立20周年記念式典挙行。
- 2007年（平成19年）3月9日 - 校舎増築部分完成。
- 2009年（平成21年）8月29日 - 気象観測露場をプール横に移設。
- 2013年（平成25年）11月10日 - 創立30周年記念式典挙行し、講演開催。
- 2014年（平成26年）
  - 1月25日 - 運動場整備し、一部芝生植栽。
  - 2月15日 - 管理棟・普通教室棟冷房設備工事。
- 2018年（平成30年）2月5日 - 管理棟と普通教室棟の外壁補修工事。
- 2019年（令和元年）11月28日 - オリンピック・パラリンピック教育推進校。
- 2021年（令和3年）
  - 3月19日 - GIGAスクール構想により、タブレット配置事業実施。
  - 8月27日 - 屋内運動場大規模改修工事。
- 2023年（令和5年）
  - 2月 - 管理教室棟エアコン改修工事。
  - 7月 - この月から翌年2月まで、創立40周年記念事業実施。

## 通学区域と進学先中学校
出典

### 通学区域
- 東谷山2丁目（6～18番、25～45番、50～54番）
- 東谷山3丁目（全域）
- 東谷山4丁目（18〜37番）
- 東谷山5丁目（全域）
- 東谷山6丁目（1番、39～46番）
- 清和1丁目（全域）
- 清和2丁目（1～11番、12番(2〜16号)、14(1～48号、55～57号)、15～18番、19番(20～27号)、22～24番）
- 清和3丁目（全域）
- 清和4丁目（全域）
- 中山町（2020番、4922～4928番、4943～5065番）
- 小松原2丁目（11番、12番、14～43番）
- 自由ケ丘1丁目（27番(18～25号)）

### 進学先中学校
- 鹿児島市立東谷山中学校

## 周辺
- 清和校区公民館 - 同一敷地内
- 武迫第一公園
- 武迫第二公園
- 武迫団地
  - 武迫団地以外の中小規模のマンション・アパートも点在。
- 永田川

## アクセス
- 鹿児島交通「8」・「37」の各系統で、「竹之迫」停留所より、
  - 金生町行（8系統）、イオンモール鹿児島行（37系統）のりばから、徒歩約155m・約2分（正門前にある鹿児島市道竹迫線を跨ぐ横断歩道経由）。
  - ふれあいスポーツランド・中山団地中央行（8系統）、星ヶ峯行（37系統）のりばから、徒歩約200m・約3分。